# La fórmula de la felicitat
La fórmula de la felicitat (títol original en anglès, Better Living Through Chemistry) és una pel·lícula de comèdia dramàtica estatunidenca del 2014 dirigida i escrita per David Posamentier i Geoff Moore. La pel·lícula és protagonitzada per Sam Rockwell, Olivia Wilde, Michelle Monaghan, Ben Schwartz, Ken Howard, Ray Liotta i Jane Fonda. Es va estrenar el 14 de març de 2014. S'ha doblat i subtitulat al català.

## Repartiment
- Sam Rockwell com a Doug Varney[4]
- Olivia Wilde com a Elizabeth Roberts[5]
- Michelle Monaghan com a Kara Varney[6]
- Ray Liotta[7] com a Jack Roberts
- Norbert Leo Butz com l'agent Andrew Carp
- Ben Schwartz com a Noah[8][9]
- Ken Howard com a Walter Bishop[8]
- Jane Fonda com a ella mateixa, clienta de la farmàcia d'en Doug i narradora de la pel·lícula[8]

## Producció
El 25 de febrer de 2010, The Hollywood Reporter va informar que Posamentier i Moore col·laborarien en el seu debut com a directors, amb el seu propi guió, en una producció per a Occupant Films. El 7 de gener de 2014, Samuel Goldwyn Films va adquirir tots els drets de distribució de la pel·lícula als Estats Units i preveia estrenar-la a la primavera de 2014.